# Metacritic
Metacritic és un lloc web nord-americà que recull ressenyes d'àlbums de música, jocs, pel·lícules, programes de televisió, DVD i llibres.
Va ser creat el 1999 per Jason Dietz, Marc Doyle, i  Julie Doyle Roberts. El 2022 l'empresa Fandom el va adquirir. A cada ressenya per a un producte se li assigna una qualificació numèrica i després se n'obté una mitjana. Un extracte de cada un dels exàmens es dona juntament amb un hipervincle a la font. Per efectuar la recomanació de la crítica, s'empren tres codis de color: verd, groc i vermell. Això dona una idea general de la valoració del producte entre els crítics i, en menor mesura, entre el públic.
La puntuació dels resultats de vegades varia dràsticament, depenent de l'avaluació que es pren com a referència. Per exemple, Rotten Tomatoes dona una qualificació global desfavorable a Kenneth Branagh a la versió cinematogràfica de Al vostre gust citant la majoria dels crítics britànics, que pel que sembla han rebutjat fermament la pel·lícula Branagh de Shakespeare.